# Jan Hendriksen (voetballer, 1951)
Jan Hendriksen (7 december 1951) is een Nederlands voormalig voetballer. Hij stond onder contract bij PEC Zwolle en sc Heerenveen. In 1985 ging hij terug naar de amateurs van VV Hattem.

## Statistieken
| Seizoen | Club           | Land      | Competitie     | Wed. | Goals |
| ------- | -------------- | --------- | -------------- | ---- | ----- |
| 1973/74 | PEC Zwolle     | Nederland | Eerste divisie | –    | 1     |
| 1974/75 | PEC Zwolle     | Nederland | Eerste divisie | –    | 0     |
| 1975/76 | PEC Zwolle     | Nederland | Eerste divisie | –    | 3     |
| 1976/77 | PEC Zwolle     | Nederland | Eerste divisie | –    | 2     |
| 1977/78 | PEC Zwolle     | Nederland | Eerste divisie | –    | 3     |
| 1978/79 | PEC Zwolle     | Nederland | Eredivisie     | 27   | 0     |
| 1979/80 | PEC Zwolle     | Nederland | Eredivisie     | 27   | 2     |
| 1980/81 | PEC Zwolle     | Nederland | Eredivisie     | 24   | 1     |
| 1981/82 | PEC Zwolle     | Nederland | Eredivisie     | 33   | 2     |
| 1982/83 | PEC Zwolle '82 | Nederland | Eredivisie     | 26   | 1     |
| 1983/84 | sc Heerenveen  | Nederland | Eerste divisie | 30   | 5     |
| 1984/85 | sc Heerenveen  | Nederland | Eerste divisie | 23   | 0     |
| Totaal  | Totaal         | Totaal    | Totaal         |      | 20    |

## Erelijst

### MetPEC Zwolle
| Nationaal               |    |         |
| Kampioen Eerste Divisie | 1x | 1977/78 |